# Петрі Веханен
Петрі Веханен (фін. Petri Vehanen; 9 жовтня 1977, м. Раума, Фінляндія) — фінський хокеїст, воротар. 
Вихованець хокейної школи «Лукко» (Раума). Виступав за «Лукко» (Раума), «Вікінг Хокей», ФПС (Форсса), «Валь-Пустерія Вулвз», ХК «Мора», «Нафтохімік» (Нижньокамськ), «Ак Барс» (Казань), «Лев» (Прага), «Айсберген» (Берлін)
У складі національної збірної Фінляндії учасник чемпіонатів світу 2008, 2010 і 2011 (12 матчів). 
Досягнення
- Чемпіон світу (2011), бронзовий призер (2008)
- Володар Кубка Гагаріна (2010).